# 威廉·伊登
第一代奥克兰男爵 威廉·伊登（英語：William Eden, 1st Baron Auckland，1744年4月3日—1814年5月28日），是英国的政治家，曾担任驻法国公使、西班牙公使、荷兰公使以及贸易委员会主席。1786年，作为英国谈判代表与法国签订《伊登条约》。